# Departamento Primero de Mayo
Das Departamento Primero de Mayo liegt im Osten der Provinz Chaco im Nordwesten Argentiniens und ist eine von 25 Verwaltungseinheiten der Provinz. 
Es grenzt im Norden an das Departamento Libertador General San Martín, im Osten an das Departamento Bermejo, im Süden an das Departamento San Fernando und die Provinz Corrientes und im Westen an die Departamentos Libertad,  General Donovan und Sargento Cabral. 
Die Hauptstadt des Departamento Primero de Mayo ist Margarita Belén.

## Städte und Gemeinden
Das Departamento Primero de Mayo ist in folgende Gemeinden aufgeteilt:
- Colonia Benítez
- Margarita Belén

Koordinaten: 27° 15′ S, 59° 0′ W